# Pilot (televizija)
Pilot v televizijskem žargonu označuje epizodo, ki je posneta z namenom, da se ugotovi ali se splača posneti celotno serijo.
Ko je pilot posnet, ga dajo gledati testnemu občinstvu. Glede na njihovo mnenje o epizodi, se nato vodstvo televizije oz. producenti odloči, ali bodo posneli celotno serijo ali pa se bo vsa stvar ukinila.